# Jan Pijnenburg (wielrenner)
Johannes Baptist Norbertus (Jan) Pijnenborg (Tilburg, 15 februari 1906 – aldaar, 2 december 1979), bijgenaamd: Kanonbal en De Pijn, was een Nederlands wielrenner, die in de jaren '30 vele successen behaalde op de baan.

## Biografie
Als amateur won hij in 1928 op 22-jarige leeftijd, samen met Piet van der Horst, Jan Maas en Janus Braspennincx, een zilveren medaille op de ploegenachtervolging tijdens de Olympische Spelen in Amsterdam. Daarna werd hij professional. Jan Pijnenburg werd vooral bekend door de meer dan 300 overwinningen die hij behaalde tijdens koppelkoersen, eerst samen met Janus Braspennincx en later met Cor Wals.
Pijnenburg was een zeer verdienstelijk zesdaagsen-renner. Hij reed in totaal 50 zesdaagsen, waarvan hij er 17 won. Hiermee staat hij op een gedeelde 33e plaats op de ranglijst aller tijden. Met een moyenne van ruim 0,33 scoort hij zelfs zeer hoog.
In 1934 reed hij een wereldrecord op de 5 kilometer: 6.18,6. Hij werd vier keer Nederlands kampioen bij de profs, driemaal op de achtervolging en eenmaal op de 30 kilometer.
Toen Pijnenburg in het huwelijk wilde treden kreeg hij van de burgerlijke stand te horen dat zijn familienaam officieel Pijnenborg was, maar hij was toen al zo bekend dat hij zijn naam ongewijzigd liet.
Hij nam afscheid op 8 september 1940 in Stadion De Vliert in 's-Hertogenbosch met een wedstrijd tegen Gerrit Schulte. Daarna exploiteerde hij tot 1975 café-restaurant Old Dutch in Tilburg.
In Tilburg zijn een wielerparcours en een wielerclub naar hem genoemd.

## Overzicht Zesdaagse overwinningen
| Nr. | Jaar    | Zesdaagse van | Samen met             |
| --- | ------- | ------------- | --------------------- |
| 1.  | 1931    | Dortmund      | Adolf Schön           |
| 2.  | 1932-I  | Berlijn       | Adolf Schoen          |
| 3.  | 1932    | Brussel       | Adriaan Braspenninckx |
| 4.  | 1932    | Dortmund      | Piet van Kempen       |
| 5.  | 1932-I  | Chicago       | Adolphe van Nevele    |
| 6.  | 1932    | Parijs        | Piet van Kempen       |
| 7.  | 1932    | Amsterdam     | Piet van Kempen       |
| 8.  | 1933    | Brussel       | Adolf Schoen          |
| 9.  | 1933    | Frankfurt     | Victor Rausch         |
| 10. | 1933    | Stuttgart     | Emil Richli           |
| 11. | 1933    | Amsterdam     | Cor Wals              |
| 12. | 1934    | Brussel       | Cor Wals              |
| 13. | 1934    | Antwerpen     | Cor Wals              |
| 14. | 1934    | Parijs        | Cor Wals              |
| 15. | 1936    | Rotterdam     | Cor Wals              |
| 16. | 1936-II | Kopenhagen    | Frans Slaats          |
| 17. | 1937    | Antwerpen     | Frans Slaats          |

| Aantal | Samen met                                                                  |
| ------ | -------------------------------------------------------------------------- |
| 5      | - Cor Wals                                                                 |
| 3      | - Piet van Kempen - Adolf Schoen                                           |
| 2      | - Frans Slaats                                                             |
| 1      | - Adriaan Braspenninckx - Adolphe van Nevele - Victor Rausch - Emil Richli |

- Biografisch Portaal: 29077627
- International Standard Name Identifier: 0000 0003 9705 6811
- Nederlandse Thesaurus van Auteursnamen: 127730664
- Virtual International Authority File: 292141854